# Milán-Turín 2018
La 99.ª edición de la clásica ciclista Milán-Turín (llamado oficialmente: Milano Torino) fue una carrera en Italia que se celebró el 10 de octubre de 2018 sobre un recorrido de 200 kilómetros con inicio en el municipio de Magenta y final en la ciudad de Turín.
La carrera formó parte del UCI Europe Tour 2018, dentro de la categoría 1.HC, y fue ganada por el francés Thibaut Pinot del Groupama-FDJ. El colombiano Miguel Ángel López del Astana y el español Alejandro Valverde del Movistar completaron el podio como segundo y tercer clasificado respectivamente.

## Equipos participantes
Tomaron parte en la carrera 21 equipos: 15 de categoría UCI WorldTeam; y 6 de categoría Profesional Continental. Formando así un pelotón de 146 ciclistas de los que acabaron 109. Los equipos participantes fueron:
| WorldTeams (15)- EF Education First-Drapac p/b Cannondale - Astana - Bahrain-Merida - BMC Racing Team - Bora-Hansgrohe - Groupama-FDJ - Lotto Soudal - Mitchelton-Scott - Movistar Team - Quick-Step Floors - Katusha-Alpecin - Sky - Trek-Segafredo - UAE Team Emirates - Team Sunweb Equipos continentales profesionales (6)- Androni Giocattoli-Sidermec - Bardiani CSF - Israel Cycling Academy - Nippo-Vini Fantini-Europa Ovini - Fortuneo-Samsic - Wilier Triestina-Selle Italia |
| |

## Clasificación final
- Las clasificaciones finalizaron de la siguiente forma:[3]

| \| Clasificación general \| Clasificación general \| Clasificación general \| Clasificación general \| Clasificación general \| \| Ciclista \| Ciclista \| Equipo \| Tiempo \| \| \| --------------------- \| --------------------- \| --------------------------- \| --------------------- \| --------------------- \| \| 1.º \| Thibaut Pinot \| Groupama-FDJ \| 4 h 43 min 36 s \| \| \| 2.º \| Miguel Ángel López \| Astana \| + 10 s \| \| \| 3.º \| Alejandro Valverde \| Movistar Team \| + 28 s \| \| \| 4.º \| Mattia Cattaneo \| Androni Giocattoli-Sidermec \| + 36 s \| \| \| 5.º \| Sébastien Reichenbach \| Groupama-FDJ \| + 38 s \| \| \| 6.º \| Wilco Kelderman \| Team Sunweb \| + 38 s \| \| \| 7.º \| Domenico Pozzovivo \| Bahrain-Merida \| + 41 s \| \| \| 8.º \| Jakob Fuglsang \| Astana \| + 41 s \| \| \| 9.º \| Fabio Aru \| UAE Team Emirates \| + 43 s \| \| \| 10.º \| Egan Bernal \| Team Sky \| + 45 s \| \| |                       |                             |                 |
| |                       |                             |                 |
| Fuente: ProCyclingStats |                       |                             |                 |
| Clasificación general |                       |                             |                 |
| Ciclista | Ciclista              | Equipo                      | Tiempo          |
| 1.º | Thibaut Pinot         | Groupama-FDJ                | 4 h 43 min 36 s |
| 2.º | Miguel Ángel López    | Astana                      | + 10 s          |
| 3.º | Alejandro Valverde    | Movistar Team               | + 28 s          |
| 4.º | Mattia Cattaneo       | Androni Giocattoli-Sidermec | + 36 s          |
| 5.º | Sébastien Reichenbach | Groupama-FDJ                | + 38 s          |
| 6.º | Wilco Kelderman       | Team Sunweb                 | + 38 s          |
| 7.º | Domenico Pozzovivo    | Bahrain-Merida              | + 41 s          |
| 8.º | Jakob Fuglsang        | Astana                      | + 41 s          |
| 9.º | Fabio Aru             | UAE Team Emirates           | + 43 s          |
| 10.º | Egan Bernal           | Team Sky                    | + 45 s          |

## UCI World Ranking
La Milán-Turín otorgó puntos para el UCI Europe Tour 2018 y el UCI World Ranking, este último para corredores de los equipos en las categorías UCI WorldTeam, Profesional Continental y Equipos Continentales. La siguiente tabla muestra el baremo de puntuación y los 10 corredores que obtuvieron más puntos:
| Posición              | 1.º | 2.º | 3.º | 4.º | 5.º | 6.º | 7.º | 8.º | 9.º | 10.º | 11.º | 12.º | 13.º | 14.º | 15.º | 16.º-30.º | 31.º-40.º |
| Clasificación general | 200 | 150 | 125 | 100 | 85  | 70  | 60  | 50  | 40  | 35   | 30   | 25   | 20   | 15   | 10   | 5         | 3         |

| 1.º  | Thibaut Pinot         | Groupama-FDJ                | 200 |
| 2.º  | Miguel Ángel López    | Astana                      | 150 |
| 3.º  | Alejandro Valverde    | Movistar                    | 125 |
| 4.º  | Mattia Cattaneo       | Androni Giocattoli-Sidermec | 100 |
| 5.º  | Sébastien Reichenbach | Groupama-FDJ                | 85  |
| 6.º  | Wilco Kelderman       | Sunweb                      | 70  |
| 7.º  | Domenico Pozzovivo    | Bahrain Merida              | 60  |
| 8.º  | Jakob Fuglsang        | Astana                      | 50  |
| 9.º  | Fabio Aru             | UAE Emirates                | 40  |
| 10.º | Egan Bernal           | Sky                         | 35  |